# ماهیان تیغ‌تیغی
ماهیان تیغ‌تیغی (نام علمی: Stephanoberycidae) نام یک تیره از راسته تیغ‌تیغی‌سانان است.